# Абдумурадов, Мамат
Мамат (Шамар) Абдумурадов (Абдумуратов) (1928 год — ?) — старший чабан колхоза «Первого Мая» Дехканабадского района Кашка-Дарьинской области Узбекской ССР. Герой Социалистического Труда (1973).

## Биография
Мамат (Шамар) Абдумурадов (Абдумуратов) родился в 1928 году в ауле Акмачит Сурхан-Дарьинского округа Узбекской ССР, ныне Узунского района Сурхандарьинской области Узбекистана. В детские годы семья переехала в соседний Шаартузский (Шахритусский) район Сталинабадской (с 1944 года Курган-Тюбинской) области Таджикской ССР (ныне Хатлонской области Таджикистана).
Трудовую деятельность начал в 1945 году чабаном в местном животноводческом хозяйстве, которое в дальнейшем было преобразовано в государственный племенной завод "Кабадиан". С этим хозяйством связал всю свою трудовую жизнь. В 1954 году назначен старшим чабаном. Из года в год Абдумурадов добивался высоких результатов и по настригу шерсти, и по сохранности приплода. Его производственные достижения выделялись среди других и на районном, и на областном уровне. В 1963 году вступил в КПСС.
За большие трудовые заслуги по выполнению плана продажи государству продуктов животноводства в годы восьмой пятилетки (1966-1970) 8 апреля 1971 года он был награжден Орденом Ленина.
В годы девятой пятилетки он добился еще более весомых трудовых показателей.
Указом Президиума Верховного Совета СССР от 6 сентября 1973 года за большие успехи, достигнутые во Всесоюзном социалистическом соревновании, и проявленную трудовую доблесть в выполнении принятых обязательств по увеличению производства и заготовок продуктов животноводства в зимний период 1972-1973 годов присвоено звание Героя Социалистического Труда с вручением Ордена Ленина и Золотой медали Серп и Молот.
Продолжал трудиться в госплемзаводе  "Кабадиан" и далее. В 1990 году вышел на заслуженный отдых.

## Награды
Награжден двумя орденами Ленина, медалями.